# Real España
Real España is een Hondurese voetbalclub uit San Pedro Sula. De club speelt in de Liga Nacional de Honduras en heeft als thuisstadion het Estadio Olímpico Metropolitano, dat 50.000 plaatsen telt. De club degradeerde nog nooit.

## Geschiedenis
Real España werd opgericht op 14 juli 1929. De koninklijke status (Real) kreeg de club van de Spaanse koning tijdens een van zijn bezoeken aan Honduras. Real España is de enige club op het Amerikaanse continent met een dergelijke koninklijke status. Lange tijd gold Real España als de populairste club van San Pedro Sula en na Club Deportivo Olimpia uit de hoofdstad Tegucigalpa als populairste club van het land. De mindere prestaties van de laatste jaren hebben ertoe geleid dat Real España minder populair werd en de club is inmiddels voorbij gestreefd door Club Marathón.
Een van de voorzitters van de Hondurese voetbalclub werd op 5 februari 2015 om het leven gebracht. Het zou gaan om huurmoordenaars die in Villanueva het vuur openden de wagen van Mario Verdial, zo berichtte de krant El Heraldo op last van de politie. Bij de aanslag verloren ook zijn lijfwacht en de bestuurder van een motortaxi het leven. Honduras is met 90,4 moorden per 100.000 inwoners volgens het VN-bureau voor Drugs- en Misdaadbestrijding (UNODC) het gevaarlijkste land ter wereld buiten oorlogsgebieden.

## Erelijst
- Landskampioen (8)

1975, 1976, 1977, 1981, 1989, 1991, 1994, Apertura 2003
- Torneo de Copa de Honduras (1)

1993
- Copa Interclubes UNCAF (1)

1982

## Bekende (oud-)spelers
- Kevin Hernández